# Boťany
Boťany este o comună slovacă, aflată în districtul Trebišov din regiunea Košice. Localitatea se află la altitudinea de 101 m deasupra n.m., se întinde pe o suprafață de 19,52 km2 și în 2017 număra 1.237 de locuitori. Se învecinează cu comuna Čierna nad Tisou.

## Istoric
Localitatea Boťany este atestată documentar din 1332.

## Demografie
| An:                | 1994 | 2004    | 2014   | 2024   |
| ------------------ | ---- | ------- | ------ | ------ |
| Număr de persoane: | 1082 | 1245    | 1249   | 1219   |
| Diferență:         |      | +15,06% | +0,32% | −2,40% |

| An:                | 2023 | 2024   |
| ------------------ | ---- | ------ |
| Număr de persoane: | 1211 | 1219   |
| Diferență:         |      | +0,66% |